# 57. ročník udílení Zlatých glóbů
57. ročník udílení Zlatých glóbů probíhal dne 23. ledna 2000. Nominace byly oznámeny dne 20. prosince 1999.

## Vítězové a nominovaní

### Filmové počiny
| Nejlepší film (drama) | Nejlepší film (komedie / muzikál) |
| --- | --- |
| Americká krása - Hranice lásky - Hurikán v ringu - Insider: Muž, který věděl příliš mnoho - Talentovaný pan Ripley | Toy Story 2: Příběh hraček - Přeber si to - V kůži Johna Malkoviche - Muž na Měsíci - Notting Hill |
| Nejlepší herec (drama) | Nejlepší herečka (drama) |
| Denzel Washington – Hurikán v ringu - Russell Crowe – Insider: Muž, který věděl příliš mnoho - Matt Damon – Talentovaný pan Ripley - Richard Farnsworth – Příběh Alvina Straighta - Kevin Spacey – Americká krása                                                                        | Hilary Swank – Kluci nepláčou - Annette Bening – Americká krása - Julianne Moore – Hranice lásky - Meryl Streep – Hudba mého srdce - Sigourney Weaver – Mapa mého světa |
| Nejlepší herec (komedie / muzikál) | Nejlepší herečka (komedie / muzikál) |
| Jim Carrey – Muž na Měsíci - Robert De Niro – Přeber si to - Rupert Everett – Ideální manžel - Hugh Grant – Notting Hill - Sean Penn – Sladký ničema | Janet McTeer – Toulavé boty - Julianne Moore – Ideální manžel - Julia Roberts – Notting Hill - Sharon Stone – Múza - Reese Witherspoonová – Kdo s koho |
| Nejlepší herec ve vedlejší roli | Nejlepší herečka ve vedlejší roli |
| Tom Cruise – Magnolia - Michael Caine – Pravidla moštárny - Michael Clarke Duncan – Zelená míle - Jude Law – Talentovaný pan Ripley - Haley Joel Osment – Šestý smysl | Angelina Jolie – Narušení - Cameron Diaz – V kůži Johna Malkoviche - Catherine Keener – V kůži Johna Malkoviche - Samantha Mortonová – Sladký ničema - Natalie Portman – Kdekoli, jen ne tady - Chloë Sevigny – Kluci nepláčou |
| Nejlepší režie | Nejlepší scénář |
| Sam Mendes – Americká krása - Norman Jewison – Hurikán v ringu - Neil Jordan – Hranice lásky - Michael Mann – Insider: Muž, který věděl příliš mnoho - Anthony Minghella – Talentovaný pan Ripley                                                                                        | Americká krása – Alan Ball - V kůži Johna Malkoviche – Charlie Kaufman - Pravidla moštárny – John Irving - Insider: Muž, který věděl příliš mnoho – Michael Mann a Eric Roth - Šestý smysl – M. Night Shyamalan |
| Nejlepší filmová píseň | Nejlepší hudba |
| „You'll Be in My Heart“ – Phil Collins – Tarzan - „Beautiful Stranger“ – Madonna – Austin Powers: Špion, který mě vojel - „How Can I Not Love You“ – Joy Enriquez – Anna a král - „Save Me“ – Aimee Mann – Magnolia - „When She Loved Me" – Sarah McLachlan – Toy Story 2: Příběh hraček | Legenda o "1900" – Ennio Morricone - Americká krása – Thomas Newman - Andělin popel – John William - Anna a král – George Fenton - Hranice lásky – Michael Nyman - Spalující touha – Jocelyn Pook - Insider: Muž, který věděl příliš mnoho – Pieter Bourke a Lisa Gerrard - Příběh Alvina Straighta – Angelo Badalamenti - Talentovaný pan Ripley – Gabriel Yared |
| Nejlepší cizojazyčný film | |
| Vše o mé matce (Španělsko) - Aimee a Jaguár (Německo) - Východ-Západ (Buhlaharsko/Francie/Rusko/Španělsko) - Dívka na mostě (Francie) - Krvavé housle (Kanada, Itálie) | |

### Televizní počiny
| Nejlepší televizní seriál (drama) | Nejlepší televizní seriál (komedie) |
| --- | --- |
| - Rodina Sopránů - Západní křídlo - Advokáti - Pohotovost - Druhá šance | - Sex ve městě - Dharma a Greg - Ally McBealová - Všichni starostovi muži - Will a Grace |
| Nejlepší herec v seriálu (drama) | Nejlepší herečka v seriálu (drama) |
| - James Gandolfini jako Tony Soprano – Rodina Sopránů - Martin Sheen jako Josiah Bartlet – Západní křídlo - Rob Lowe jako Sam Seaborn – Západní křídlo - Dylan McDermott jako Bobby Donnell – Advokáti - Billy Campbell jako Richard Sammler – Druhá šance | - Edie Falco jako Carmela Soprano – Rodina Sopránů - Sela Ward jako Lily Manning – Druhá šance - Julianna Marguiles jako Carol Hathaway – Pohotovost - Amy Brenneman jako soudkyně Amy Gray – Soudkyně Amy |
| Nejlepší herec v seriálu (komedie / muzikál) | Nejlepší herečka v seriálu (komedie / muzikál) |
| - Michael J. Fox jako Mike Flaherty – Všichni starostovi muži - Eric McCormack jako Will Truman – Will a Grace - Ray Romano jako Ray – Raymonda má každý rád - Thomas Gibson jako Greg – Dharma a Greg - George Segal jako Jack Gallo – Třeba mě sežer     | - Sarah Jessica Parker jako Carrie Bradshawová– Sex ve městě - Debra Messing jako Grace Adler – Will a Grace - Calista Flockhart jako Ally McBealová – Ally McBealová - Jenna Elfman jako Dharma – Dharma a Greg - Felicity Huffmanová jako Dana Whitaker – Studio sport - Heather Locklear jako Caitlin Moore – Všichni starostovi muži |
| Nejlepší minisérie nebo TV film | |
| RKO 281 - Dash a Lilly - Černá Carmen Dorothy Dandridge - Johanka z Arku - Ochrana svědků | |
| Nejlepší herec v minisérii nebo TV filmu | Nejlepší herečka v minisérii nebo TV filmu |
| Jack Lemmon – Kdo seje vítr - Jack Lemmon – Úterky s Morriem - Liev Schreiber – RKO 281 - Sam Shepard – Dash a Lilly - Tom Sizemore – Ochrana svědků | Halle Berryová jako Dorothy Dandridge – Černá Carmen Dorothy Dandridge - Judy Davisová – Dash a Lilly - Mia Farrow – Nikdy na mne nezapomeňte - Helen Mirren – Posedlost Ayn Randové - Leelee Sobieski – Johanka z Arku |
| Nejlepší vedlejší herec v seriálu, minisérii nebo TV filmu | Nejlepší vedlejší herečka v seriálu, minisérii nebo TV filmu |
| Peter Fonda – Posedlost Ayn Randové - Klaus Maria Brandauer – Černá Carmen Dorothy Dandridge - Sean Hayes jako Jack MacFarland – Will a Grace - Chris Noth jako pan Božský – Sex ve městě - Peter O'Toole – Johanka z Arku - David Spade – Třeba mě sežer! | Nancy Marchand – Rodina Sopránů - Kathy Bates – Annie - Jacqueline Bisset – Johanka z Arku - Kim Cattrall – Sex ve městě - Melanie Griffith – RKO 281 - Cynthia Nixonová – Sex ve městě - Miranda Richardson – The Big Brass Ring |